# Герб Лісабона
Ге́рб Лісабо́на — офіційний символ столиці Лісабон, Португалія. Використовується як територіальний герб. У золотому щиті чорний корабель зі щоглою, увінчаною срібним прапором, і чорною реєю, на якій срібне вітрило складене у п'ять лантухів. На носі і кормі сидять два круки, обернені один до одного. Човен спочиває у морі, зображеному з чотирьох зелених і трьох срібних хвилястих смуг. Щит увінчує золота мурована столична корона з п'ятьма вежами. Внизу ланцюг із зіркою Ордена Вежі й Меча.
Під щитом біла стрічка, на якій великими літерами напис португальською: «mui nobre e sempre leal cidade de Lisboa» (найшляхетніше і завжди вірне місто Лісабон).  Офіційно затверджений 28 лютого 1940 року.  Герб символізує святого Вікентія, патрона столиці: за легендою круки врятували його мощі, а потім супроводжували їх до Лісабону.

## Історія
Герб Лісабона зображає перенесення мощей святого Вікентія Сарагоського з мису святого Вікентія до Лісабону. Згідно з легендою, після мученцької загибелі святого чорні круки захищали його тіло від диких тварин, допоки послідовники Вікентія не забрали його. На могилі мученика спорудили каплицю, яку так само оберігали круки. 1173 року, король Афонсу наказав перенести тіло Вікентія до Лісабонського монастиря святого Вікентія. Під час перевезення мощей на кораблі, його знову супроводжували круки.
Першим лісабонським ієрархом був англієць Гілберт, який переніс мощі святого Вікентія до Лісабонського собору й закарбував пам’ять про це на гербі міста – корабель з двома круками, що перевозить тіло святого з Мису св. Вікентія.

## Галерея

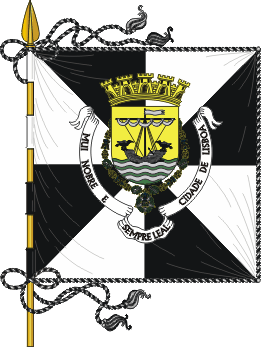
Прапор
Герб (XV ст.)
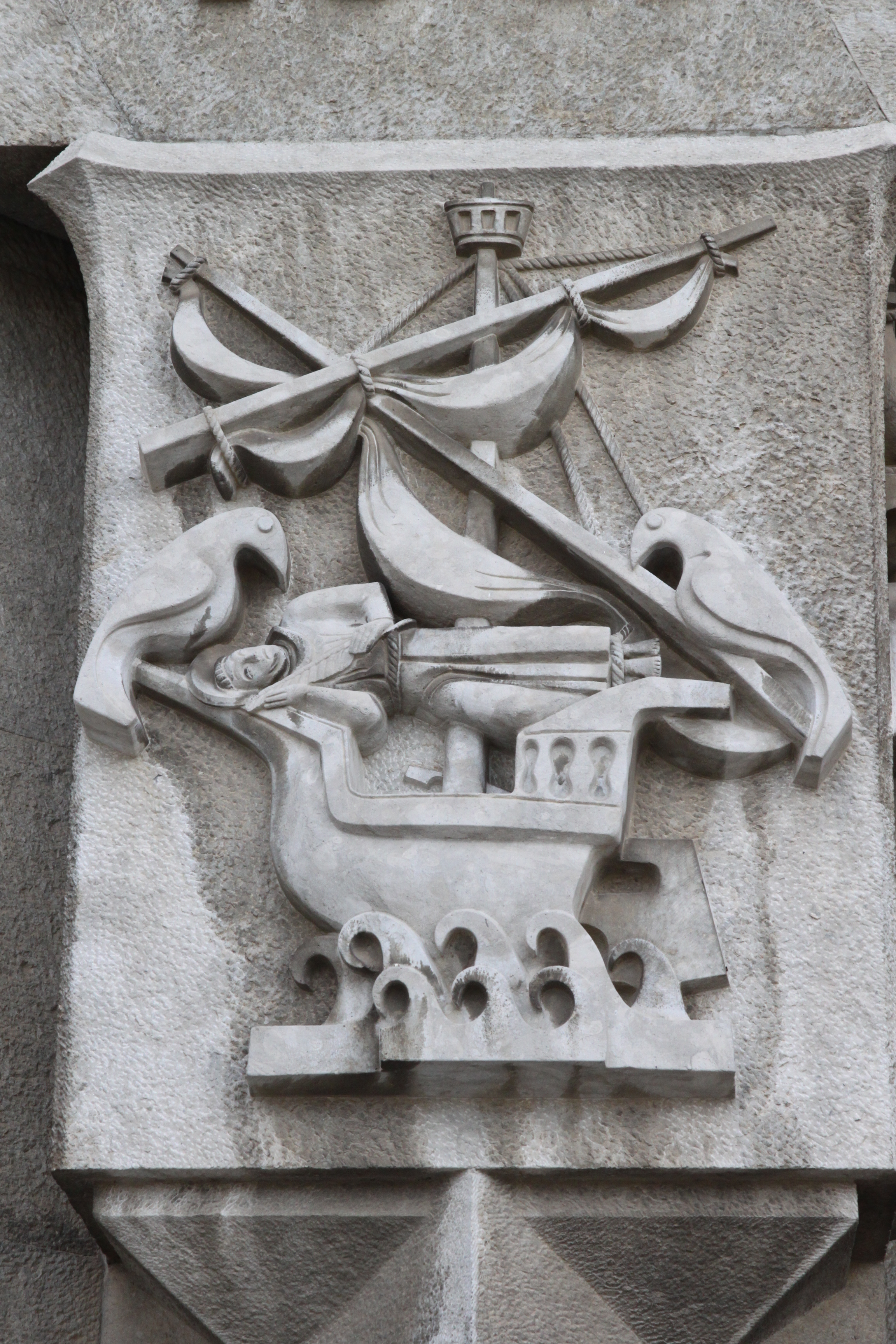
Рельєф
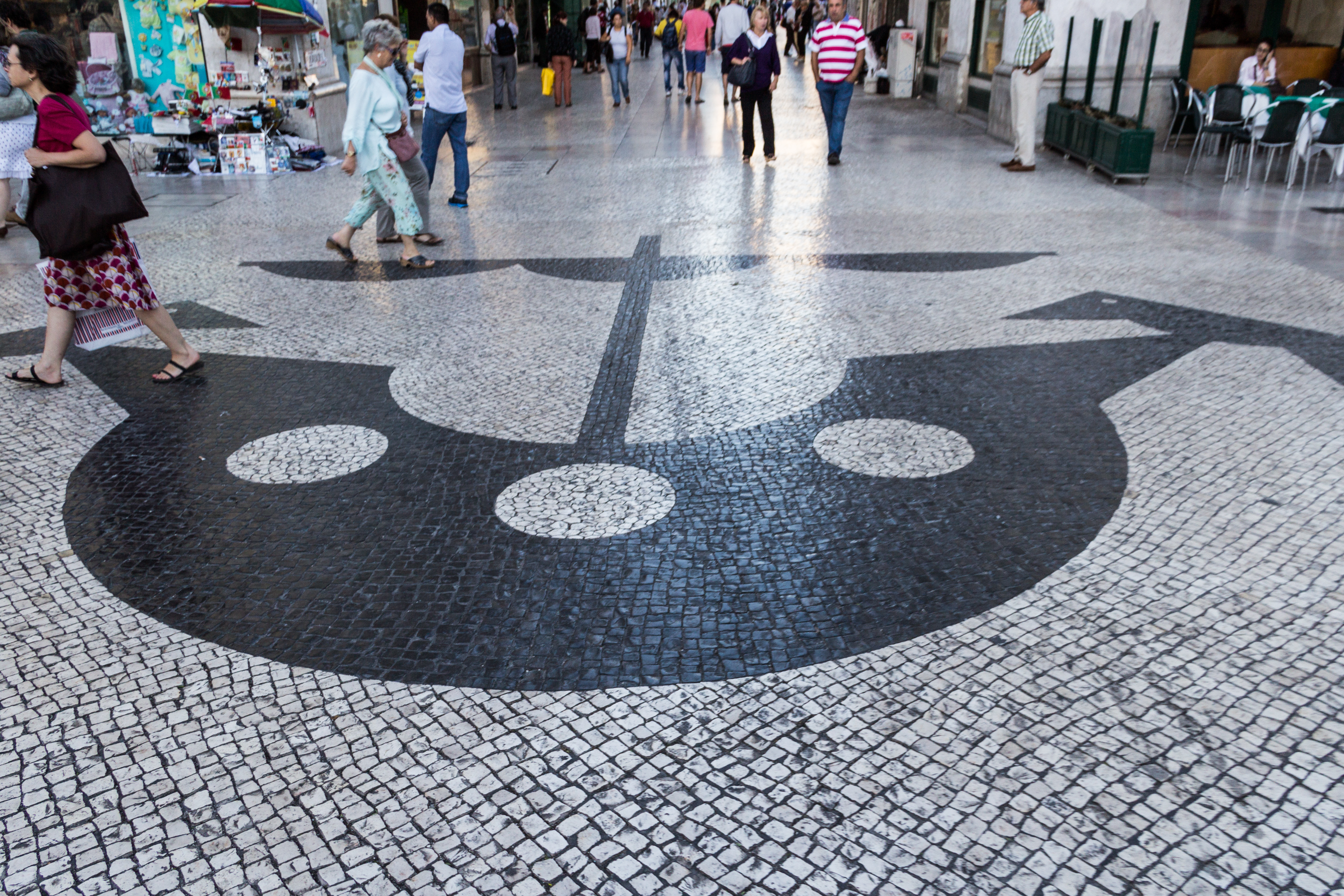
Площа